# Schalksmühle
Schalksmühle est une ville de Rhénanie-du-Nord-Westphalie (Allemagne), située dans l'arrondissement de La Marck, dans le district d'Arnsberg, dans le Landschaftsverband de Westphalie-Lippe. En 2011, Schalksmühle était la commune avec la plus forte proportion de millionnaires à revenus dans la population résidente et avec le revenu par habitant le plus élevé de Rhénanie du Nord-Westphalie (46 101 €/an). 
Schalksmühle  est le siege de la société AMT Alumetall-Giesstechnik Gmbh, célèbre fabricant Allemand de poêle de cuisine.  

## Personnalités liées à la ville
- Walter Neuhaus (1932-2019), homme politique né à Amphop.